# Proapteryx
Proapteryx es un género extinto de kiwi cuyos restos datan del Mioceno, siendo hallados en sedimentos de la fauna de Saint Bathans en Otago, Nueva Zelanda.

## Descripción
Era considerablemente más pequeño que los kiwis modernos, pesando entre 234.1 - 377 gramos (la especie actual más pequeña de kiwi, Apteryx owenii, pesa al menos 800 gramos), y con un proceso ótico más grácil que indica que su pico era más corto. Tenía patas distintivamente más delgadas, más parecidas en sus proporciones a las de aves voladoras como el rascón filipino que a los kiwis actuales, y se especula con que era capaz de realizar el vuelo autoimpulsado, o bien apenas había evolucionado a partir de ancestros voladores.

## Importancia
El hecho de que Proapteryx careciera de especializaciones para un estilo de vida terrestre y sin capacidad de vuelo apoya la hipótesis de que los ancestros de los kiwis llegaron volando a Nueva Zelanda desde Australia en el Mioceno, un buen tiempo después de que las moas adquirieran sus características modernas (restos de moas también han aparecido en Saint Bathans, y ya eran aves grandes no voladoras.), confirmando lo que algunos análisis genéticos y morfológicos ya habían sugerido: que ambos clados de aves llegaron a Nueva Zelanda independientemente, y que no están cercanamente emparentadas; las moas forman un clado con los tinamúes y los kiwis con las ratites australianas, el casuario y el emú.
Los kiwis también han sido considerados como parientes cercanos de las aves elefantes de Madagascar, y Proapteryx establece la existencia de paleognatas australianas voladoras tan recientemente como el Mioceno inferior, lo que indica que las ratites malgaches pueden haber volado a través del océano Índico por aquella época.